# 风来之国
《风来之国》是一款由皮克皮工作室开发，呵呵鱼工作室发行的一款独立动作冒险角色扮演游戏。玩家将控制矿工大叔约翰和神秘小女孩珊从地下世界来到地表，进行一场惊心动魄的冒险。游戏于2017年在Steam绿灯计划上发布，于2021年9月16日在任天堂Switch和Microsoft Windows上发布。游戏在发售后获得业界不错的评价。